# Teucrium marum
Pour les articles homonymes, voir Marum (homonymie).
Espèce
Teucrium marum, la Germandrée marum ou Germandrée des chats, est une espèce de plantes à fleurs de la famille des Lamiacées. C'est un sous-arbrisseau vivace originaire de la Méditerranée occidentale. Cette plante est l'une des herbes aux chats, dont les feuilles et jeunes tiges froissées provoquent des comportements spectaculaires de la part des chats.

## Description

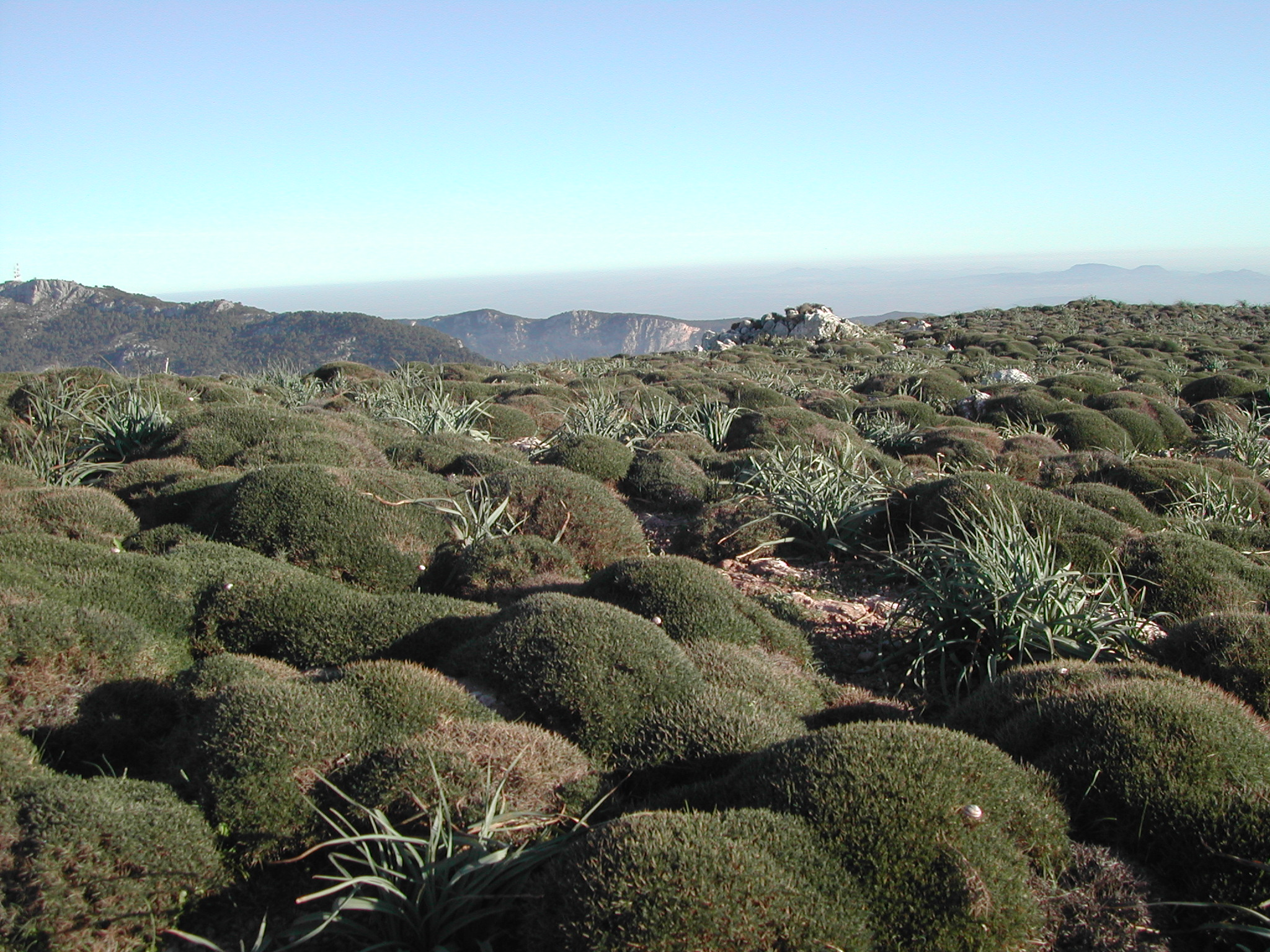
Teucrium marum a un port en coussinets, ici photographiés à Majorque.

La Germandrée marum est un sous-arbrisseau sempervirent. Ses feuilles sont petites, entières, ovales, élargies à la base, et pubescentes en dessous, avec un port semblable à celui du thym. Cependant, l'odeur âcre de moisi qui se dégage d'un rameau coupé permet de le différencier sans peine. Ses fleurs, apparaissant entre juillet et septembre, sont d'un rose pourpre soutenu.

## Taxinomie
Teucrium marum fait partie d'un complexe de trois sous-espèces: 
- T. marum subsp. marum
- T. marum subsp. occidentale
- T. marum subsp. drosocalyx

## Chimie
À l'instar des Nepeta, la Germandrée marum contient un terpène répulsif des insectes et pouvant causer le déclenchement de comportements sexuels chez le chat. Cette molécule, le dolicholactone (un 7-methylcyclopentapyranone) est assez proche du nepetalactone produit par les Nepeta dont la célèbre cataire.

## Liste des sous-espèces et variétés
Selon World Checklist of Selected Plant Families (WCSP) (9 août 2014) :
- sous-espèce Teucrium marum subsp. marum

Selon Tropicos (9 août 2014) (Attention liste brute contenant possiblement des synonymes) :
- sous-espèce Teucrium marum subsp. marum
- sous-espèce Teucrium marum subsp. occidentale Mus, Rosselló & Mayol
- sous-espèce Teucrium marum subsp. spinescens (Porta) Valdés Berm.
- variété Teucrium marum var. spinescens Porta